# Даурбеков, Гази-Магомед Албастович
Даурбе́ков Гази́-Магоме́д Алба́стович (ингуш. До́врбиканаькъан А́лбаста Гӏа́з-Мухьмад; 24 марта 1904, Барсуки, Терская область, Российская империя — 1976) — первый ингушский профессиональный художник. Награждён высшей наградой Республики Ингушетия орденом «За заслуги» (посмертно).

## Биография
Родился в селении Барсуки в 1904 году. В семье вместе с Гази-Магомедом было трое детей: Зейнап, близнецы Гази-Магомед и Шамиль. Брата не стало ещё в детстве. Отец Гази-Магомеда работал на строительстве железных дорог, был машинистом. Мать — Залейхан, была швеёй, рукодельницей. Талант художника у Гази-Магомеда начал проявляться в раннем возрасте, на это повлияла окружающая природа родного края, а также творческая фантазия матери, проявлявшаяся в забавных фигурках из глины в черкесках и башлыках, расшитых ингушским национальным орнаментом. В 1913 году его приняли в Назранскую горскую школу в крепости «Назрань». Имея похвальную грамоту о её окончании, Даурбеков в 1914 году поступил в гимназию города Владикавказа.
В 1924 году начинающий художник Даурбеков Г.-М. поступил в Высший художественно-технический институт (ВХУТЕИН) в г. Ленинграде, который успешно окончил в 1930 году. Существует мнение, что именно в этот период Гази-Магомедом Даурбековым была написана картина «Казбек», которая была использована для иллюстрации на пачке известных папирос «Казбек».
В 1931 году Гази-Магомед начал работать в Ингушском краеведческом музее во Владикавказе. Спустя год начал принимать участие в экспедициях в горной Ингушетии вместе с известными учёными-историками Л. П. Семеновым, М. М. Базоркиным, художниками Х.-Б. Ахриевым, И. Щеблыкиным. 
Первая персональная выставка Гази-Магомеда Даурбекова состоялась в залах Чечено-Ингушского республиканского краеведческого музея 24 марта 1984 года в честь 80-летия со дня рождения мастера.